# Leonie Gebbink
Leonie Gebbink (1969) werd voor het grote publiek vooral bekend als televisieactrice in haar rol van de terminaal zieke Lisa in de spraakmakende televisieshow De Grote Donorshow.
Als actrice speelde Gebbink eerder onder andere Dame Grandeur de Bourgeoisie in de kinderserie Kinderen zijn de Baas die tussen 1997 en 2001 werd uitgezonden op SBS6 en het regionale TV8. In 2007 werkte ze mee aan het BNN-programma De Grote Donorshow. Deze show zorgde van tevoren internationaal voor veel opschudding en gaf zelfs aanleiding tot Kamervragen, omdat de terminaal zieke kankerpatiënte Lisa (Leonie Gebbink) in dat programma uit een groep van 25 onbekende nierpatiënten iemand zou kiezen die haar nier na haar dood zou krijgen. Toen het programma eenmaal werd uitgezonden, bleek bij de ontknoping dat de hele show een mediastunt was, bedoeld om Nederland duidelijk te maken dat er een groot gebrek aan nierdonoren was. Het programma won de prijs voor het tv-moment van het jaar 2007 en werd in 2008 in Amerika bekroond met een Emmy Award.
Sinds 1996 is Leonie Gebbink actief in haar werk als communicatietrainer, (team)coach en trainingsactrice.